# Rue Demarquay
La rue Demarquay est une voie du 10e arrondissement de Paris, en France.

## Situation et accès
La rue Demarquay est une voie publique située dans le 10e arrondissement de Paris. Elle débute au 23, rue de l'Aqueduc et se termine au 190, rue du Faubourg-Saint-Denis. C'est une rue résidentielle très calme du quartier de gare du Nord.
Elle mesure 156 mètres de long pour 12,60 de large.

## Origine du nom
Elle est nommée en l’honneur de Jean Nicolas Demarquay qui fut chirurgien en chef de la maison de santé Dubois qui porte aujourd’hui le nom Hôpital Fernand-Widal et est situé derrière cette rue.

## Historique
La voie est ouverte en 1882, sous sa dénomination actuelle.
Le 4 juin 1918, durant la première Guerre mondiale, un obus lancé par la Grosse Bertha explose au no 4 rue Demarquay.
Pour son importance logistique même, la gare de l'Est était fréquemment bombardée durant la Seconde Guerre mondiale. Mais alors que les aviateurs anglais faisaient des piqués et des vols en rase-motte pour atteindre précisément leur cible, les aviateurs américains prenaient moins de risques et larguaient leurs bombes de beaucoup plus haut. Ainsi furent bombardés par inadvertance les immeubles du côté sud de la rue Demarquay qui étaient originellement identiques à ceux du côté nord.[réf. nécessaire]

## Bâtiments remarquables et lieux de mémoire
- Sur son versant nord, cette rue est bordée d'immeubles de la fin du XIXe siècle qui montent par degrés successifs de la rue de l'Aqueduc vers la rue du Faubourg-Saint-Denis. Le trottoir côté sud est bordé d'immeubles plus récents. Le dernier bâtiment avec un petit jardin qui fait un coin avec la rue de l'Aqueduc date même des années 1985-1990.
- Le bunker de la gare de l'Est[3],[4].
- Le numéro 8 fut une adresse du critique littéraire et universitaire Georges Blin (1917-2015)[5].